# FilesTube
FilesTube va ser un metacercador iniciat el 2007, especialitzat en la cerca de fitxers en diversos serveis d'allotjament i compartició de fitxers, com ara Mega. També incloïa seccions per a vídeos, jocs, lletres de cançons i programari.
El desembre de 2014, FilesTube va suspendre el seu servei de cerca de fitxers i es va convertir en un servei gratuït per a la transmissió de pel·lícules i sèries independents amb llicència. A partir del juliol de 2016, el lloc redirigeix a viewster.com, lloc que proporciona accés a un nombre limitat de contingut amb llicència, inclosos animes i pel·lícules.
És propietat de l'empresa polonesa Red-Sky.

## Nom i logotip
El nom i el logotip del lloc web són a l'estil del lloc web per compartir vídeos YouTube. Tot i que el logotip antic semblava gairebé idèntic al logotip de YouTube (amb "Files" substituint "You" i el color del logotip era blau), s'han fet petits canvis al logotip actual.

## Recepció
El 2010, Donnie Jenkins de Chattanooga Times Free Press va reconèixer el lloc web com "un lloc de cerca centrat a trobar fitxers descarregables com àudio, vídeo i documents".

## Bloqueig i infracció dels drets d'autor
Tot i que funcionava com a motor de cerca, FilesTube va dir que va eliminar el contingut amb drets d'autor dels seus resultats de cerca a petició. Tanmateix, va ser bloquejat per ordre judicial o acció governamental en diversos països:
- Malàisia el juny de 2011[9] (ja no estava bloquejada a partir del maig de 2014[cal citació])
- El Regne Unit l'octubre de 2013[10][11]
- Turquia el gener de 2010[12]